# 自行车队

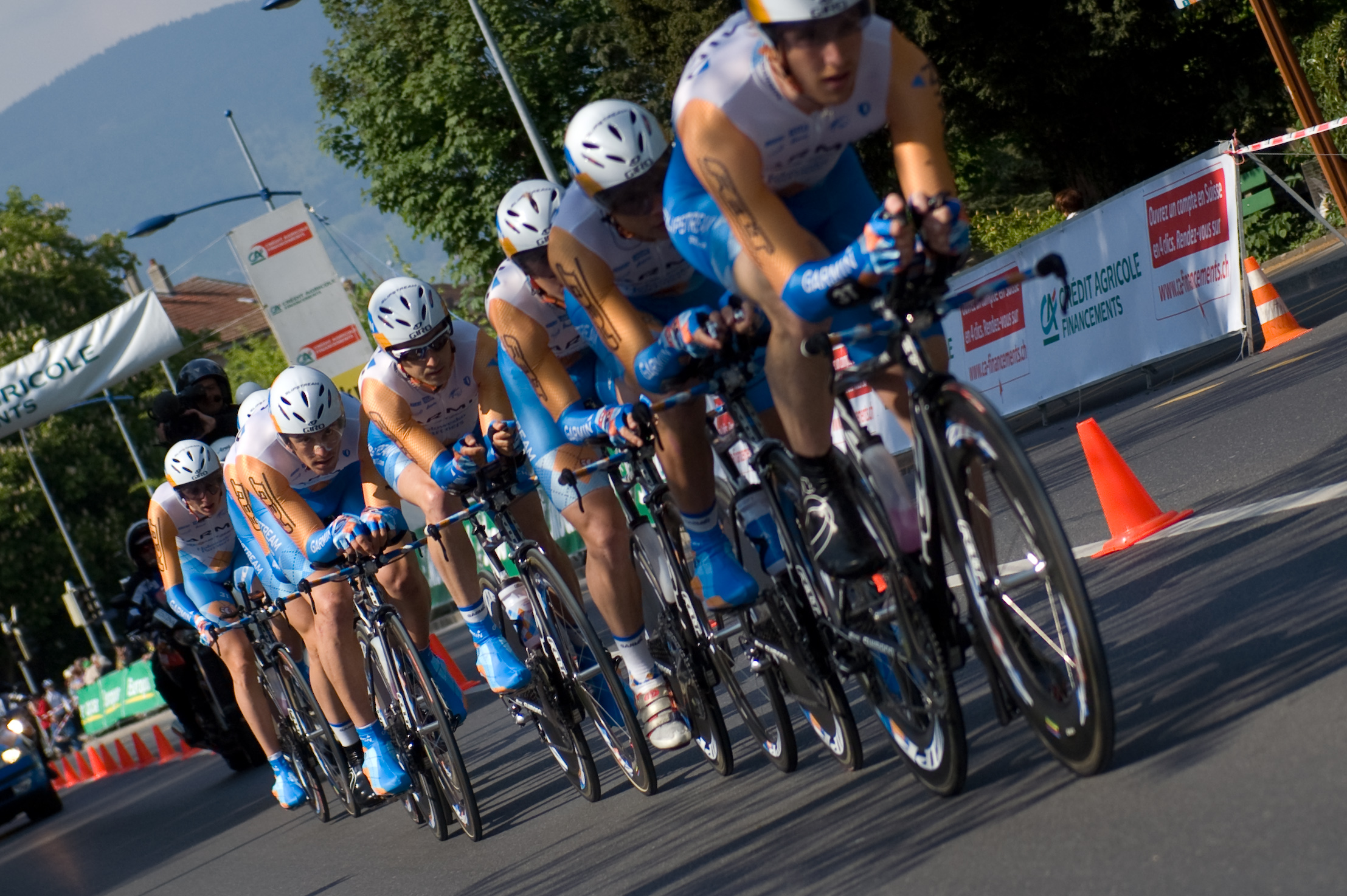
2009年佳明车队（Garmin）参加环罗曼蒂赛第3赛段的团体计时赛

自行车队（英語：Cycling team）是加入或被招募并一起参与训练的自行车运动员，及其相关的后援人员，他们参加业余或专业的自行车比赛。自行车队在公路自行车赛尤为重要，因为公路自行车是一项团队运动。同时在场地自行车赛和公路越野赛等项目中，团队成员之间的合作也一样重要。

## 组成
虽然车手是自行车队的核心，但顶级车队不可缺少参与后援和训练的人员。其中包括：
- 经理（Manager），负责监督团队的投入、赞助和总体运营。
- 体育总监（Directeur sportifs），负责前往比赛现场并制定比赛策略；在规模较大的自行车队中，他们通常驾驶后勤车队车辆，并通过无线电与车手保持联系。
- 教练（Coaches），负责指导车队的训练。
- 医生（Doctors），负责检查车手的健康，并经常确保骑手符合与兴奋剂相关的规定。
- 治疗师（Therapists），协助教练。
- 保姆（Soigneurs）负责照料车手饮食、服装、按摩和护送的助手；源自法语，意为“提供照顾的人”。[1][2]
- 机械师（英语：Bicycle mechanic）（Mechanics），负责维护车队的设备。

除此之外，还有负责赞助、营销和公关的人员。

## 投入程度
自行车队可以分为业余车队和职业车队，不同类型车队与车手之间的投入程度各不相同。业余车队的定义范围可以很广泛，从一群骑手利用业余时间组成的车队，到拥有为骑手提供装备和资金的赞助车队，活跃于为业余爱好者举办的自行车比赛。
直到1998年，UCI公路自行车职业车队才开始划分级别，顶级职业车队必须在国际自行车联盟（UCI）注册，该联盟负责执行职业比赛的规则和积分制度。2005年成立UCI ProTour系列比赛，国际自行车联盟将车队分类为“UCI ProTeams”，这是最高级别的认证，要求车队必须参加职业巡回赛；其次是“UCI Professional Continental Teams”和“UCI Continental Teams”；女子车队则被分类为“UCI Women Teams”。现今，UCI男子职业车队划分为世界自行车队、职业自行车队和洲际自行车队，女子职业车队则划分为女子世界自行车队、女子职业自行车队和女子洲际自行车队。
大多数职业车队有10—20名车手，自行车队通常通过服装广告和其他代言形式获得赞助，赞助商范围广泛，从小型企业到跨国公司。

### 赞助商
公路自行车队尽管具有法人地位，但却缺乏创造利润的来源，无法像其它运动般通过销售场馆门票和电视转播权，来为车队筹集资金。 因此，自行车队需要依赖于赞助商，通过其主要赞助商来筹集年度预算，后者通常决定谁是车队执照的所有者、车队名称和车队国籍。 例如：UCI职业车队每个赛季的预算约为1,000万欧元以上，洲际职业车队的预算约为300万至600万欧元之间，每支车队都有多个赞助商（有时多达10至15个）来为预算提供资金；自行车队必须在赛季开始前，提供足够的银行担保来支持这笔资金，让国际自行车联盟授权职业车队参加比赛。
车队的名称（几乎是通用规则）取决于出资最多的赞助商，例如：英国天空广播公司是天空车队（SKY）的主要赞助商。根据国际自行车联盟的规定，自行车队目前最多只能使用两个商业名称（最初数量不受限制，后来根据级别增加至三个，直到现在的两个），车队在这种情况下会采用两个主要赞助商的名称，例如：加能戴尔−佳明车队（TCG）由加能戴尔自行车公司和佳明赞助；当主要赞助商出现变动时，车队名称和UCI代码也会更改，有时会导致赛季间名称混淆。
也有国家政府赞助自行车队的情况，例如：阿斯塔纳车队（AST）由哈萨克斯坦政府赞助，以其国家首都阿斯塔纳命名，以及哥伦比亚政府赞助的哥伦比亚队（COL）。

### 车队收支
男子公路自行车队的赞助资金占其收入的93%至99%，仅冠名赞助商就占70%至80%，其他赞助商占10%至20%，供应商则占几个百分点；参赛奖金和比赛组织者支付给车队的奖金，是除了赞助资金以外唯一的其他收入来源。
工资约占自行车队支出的70%，其中车手和领队的工资构成其中最大的部分； 自行车和其他运动器材构成第三大开支，约占预算的10%至18%。 对于定期在世界巡回参加比赛的自行车队而言，后勤和差旅费是第二大开支； 最后，行政、通讯、医疗等费用构成剩余的10%。
2000年代初开始，公路自行车队的预算急剧增加，对排名前十的世界车队来说，2009年至2013年间的增幅估计为60%。

## 公路自行车队
公路自行车队成员各有专长，爬坡骑手在陡峭的斜坡上拼搏；冲刺骑手积蓄体力，为积分和位置冲刺；计时赛骑手在长距离比赛中保持高速。每支车队都有一名领队和队长，通常是车队中最有经验的车手。领队拥有最多的媒体曝光率，也最有可能赢得比赛。车队的其他成员是副车手或辅助车手，负责保护领队免受对手攻击，并协助以为他争取更多获得总冠军的机会；不过，任何队员都可以争取赛段冠军。
车队在公路自行车单日赛中，会根据比赛需要选出一名或多名领先者；而在分段赛中，车队会专注于不同的目标，包括总排名和附加排名。例如：在2005年环法自行车赛中，探索频道（DSC）或T-Mobile（TMO）等车队专注于总成绩，而其他车队则努力赢得赛段或其他成绩之一；在2004年环法自行车赛中，快步–达维塔蒙车队（QSD）帮助理查德·维伦克赢得爬坡成绩，而乐透–多默车队（LOT）帮助罗比·麦克尤恩赢得积分成绩；规模较小的车队可能只是让车手进行长距离突围，以获得电视报道增加曝光率。
1930年至1950年代末的环法自行车赛是以采取国家队方式参加比赛，没有进行任何突出的商业广告。

## 其他自行车队
除了非正式和协会主导的自行车队外，山地自行车、场地自行车、小轮车和公路越野项目中也出现越来越多的商业车队，这些车队在UCI注册为：UCI山地自行车队和UCI山地自行车精英车队、UCI场地自行车队、UCI小轮车赛车队、UCI公路越野车队和UCI公路越野专业车队。

## 流行影响
有几款电脑游戏以玩家管理自行车队为主题，例如：CyclingChampion、Pro Cycling Manager，玩家在游戏中扮演一名自行车队经理，领导及指挥车手赢得比赛。